# Dylaki
Dylaki (deutsch Dylocken, 1936–45 Thielsdorf) ist eine Ortschaft in Oberschlesien. Dylaki liegt in der Stadt-und-Land-Gemeinde Ozimek (Malapane) im Powiat Opolski (Kreis Oppeln) in der polnischen Woiwodschaft Oppeln.

## Geographie

### Geographische Lage
Dylaki liegt sieben Kilometer nördlich vom Gemeindesitz Ozimek (Malapane) und 28 Kilometer östlich von der Kreisstadt und Woiwodschaftshauptstadt Opole (Oppeln). 
Durch den Ort verläuft die Woiwodschaftsstraße Droga wojewódzka 463. Südwestlich des Dorfes liegt der Jeziora Turawskie (dt. Turawa-See). Dylaki liegt an der Libawa, einem rechten Zufluss der Malapane.

### Nachbarorte
Nachbarorte von Biestrzynnik sind im Nordwesten Friedrichsfelde (poln. Rzędów), im Norden Kadlub Turawa (poln. Kadłub Turawski), im Osten Biestrzynnik (dt. Ringwalde) und im Süden Jedlice (Jedlitz).

## Geschichte

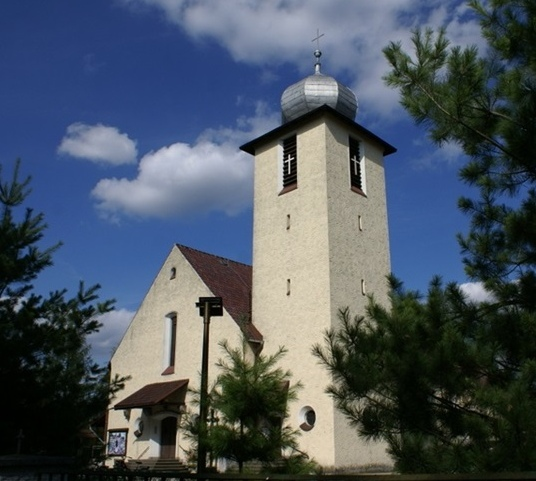
St.-Antonius-Kirche

Das Dorf Dylocken wurde erst nach 1900 eigenständig. Vorher gehörte dieses Gebiet zu den Ausläufern des Dorfes Sczedrzik. 
1898 gründete der deutsche Unternehmer Artur Fuchs eine Strumpf- und Wollwarenfabrik in Dylocken. Seit dieser Zeit fanden die meisten weiblichen Einwohner und die der umliegenden Nachbardörfer dort einen festen Arbeitsplatz. 
1933 lebten in Dyloken 734 Menschen. Am 10. August 1936 wurde der Ort in Thielsdorf umbenannt. Im Jahr 1939 zählte das Dorf 845 Einwohner. 1940 wurde die St.-Antonius-Kirche mit ihrem Zwiebelhelm errichtet, nachdem Dylocken und Ringwalde 1938 aus der Pfarrei Sczedrzik ausgeschieden waren und die Gemeinde Dylocken gegründet wurde.
Als Folge des Zweiten Weltkriegs fiel Dyloken 1945 wie der größte Teil Schlesiens unter polnische Verwaltung. Nachfolgend wurde der Ort in Dylaki umbenannt und der Woiwodschaft Schlesien angeschlossen. 1950 wurde es der Woiwodschaft Oppeln eingegliedert. 
1974 wurde eine neue Fabrik der gleichen Branche namens Opolanka gegründet. Zu damaliger Zeit wurden anfangs 765 Personen (vor allem Frauen und Mädchen) beschäftigt. Anfang der 1990er Jahre geriet die Fabrik in finanzielle Schwierigkeiten und musste geschlossen werden. 1994 übernahm das deutsche Unternehmen Coroplast GmbH das ehemalige Firmengelände und produziert seitdem mit 850 Mitarbeitern Kabel für Volkswagen.
1999 kam der Ort zum neu gegründeten Powiat Opolski (Kreis Oppeln).

### Einwohnerentwicklung
| Jahr | Einwohner |
| ---- | --------- |
| 1910 | 670       |
| 1925 | 600       |
| 1933 | 734       |
| 1939 | 854       |
| 1965 | 1820      |
| 1996 | 877       |
| 2005 | 1263      |
| 2011 | 1204      |

## Sehenswürdigkeiten
- St.-Antonius-Kirche – 1940 erbaut
- Wegekreuz an der ul. Turawska

## Vereine
- Freiwillige Feuerwehr OSP Dylaki